# Tindfjallajökull
Der Tindfjallajökull ist ein Gletschervulkan im Süden von Island. An seiner höchsten Stelle, dem Gipfel Ýmir, ist er 1462 m hoch.

## Namen der Gipfel
Auch ein anderer Gipfel, Ýma, liegt wie Ýmir am Rande der Gipfelcaldera. Diese und weitere kleinere Gipfel tragen alle die Namen von Riesen, Zwergen und anderen Wesen der nordischen Mythologie (vgl. Edda). Allerdings wurden die Namen erst in der Neuzeit vergeben, aus dem Mittelalter sind keine Namen dieser Gipfel überliefert.

## Lage
Tindfjallajökull liegt im Süden des Landes oberhalb von Fljótshlíð und grenzt an die Þórsmörk an. Im Osten von ihm befindet sich der Gletscherschild des Mýrdalsjökull, im Süden der Eyjafjallajökull. In seinem südlichen Vorfeld befinden sich die Spitzen der Tindfjöll.

## Gletscher
Auch der Tindfjallajökull unterliegt der Tendenz zum Abschmelzen der Gletscher aufgrund der Klimaveränderungen. Seine Fläche wurde 1989 mit 26,8 km² angegeben. 20 Jahre darauf beträgt seine Fläche nur mehr 15 km². Inzwischen ist er somit einer der kleinsten Gletscher in Island.
Der Gletscher befindet sich am Nordwestrand der Gipfelcaldera.

## Vulkan
Unter diesem Gletscher verbirgt sich ein mächtiger Zentralvulkan mit Magmakammer, der vor ca. 52.000 Jahren den letzten großen Ausbruch hatte. Im Osten des Berges befindet sich auch folgerichtig ein Rhyolithgebiet, das dies ein SiO2-reiches Gestein ist, das im Allgemeinen in Zentralvulkanen vorkommt.
Es handelt sich um einen der wenigen Stratovulkane in Island.
Vor etwa 200.000 Jahren während einer der Warmzeiten ereignete sich am Berg ein sehr großer explosiver Ausbruch, der Glutwolken und Pyroklastische Ströme in alle Richtungen schickte. An einigen Stellen vor allem im Tal der Þórsmörk sind die Ignimbritablagerungen meterdick. Bei einem weiteren derartigen Ausbruch vor ca. 53.000 Jahren brach die Magmakammer in sich zusammen und dabei bildete sich die große Caldera, die sehr deutlich aus der Luft zu erkennen ist.
Einige weitere Ausbrüche vor allem im Norden und Westen des Zentralvulkans sind in der späten Eiszeit bzw. der frühen Neuzeit (in Island vor ca. 9.000 Jahren) nachweisbar.
Drei Hochtemperaturgebiete liegen im Bereich des Tindfjallajökull u. a. zwischen den Flüssen Innri- und Fremri-Botná.
Das namensgebende Bergmassiv der Tindfjöll, das sich durch seine schroffen Bergspitzen (isländisch tindar) auszeichnet, befindet sich im Süden des Gletschervulkans und ist mit diesem verbunden.

## Bergsteigen
Der Gletscher ist ein beliebtes Ziel der Bergsteiger und Skifahrer. Deshalb befinden sich an seinem Fuße drei Hütten des isländischen Wandervereins. Die älteste datiert von 1945.

## Flüsse
Einige Flüsse haben ihren Quellbereich am Tindfjallajökull: Valá, ein Zufluss der Eystri-Rangá sowie Hvítmaga, Innri- und Fremri-Botnsá, die in den Markarfljót münden.

## Weblinks

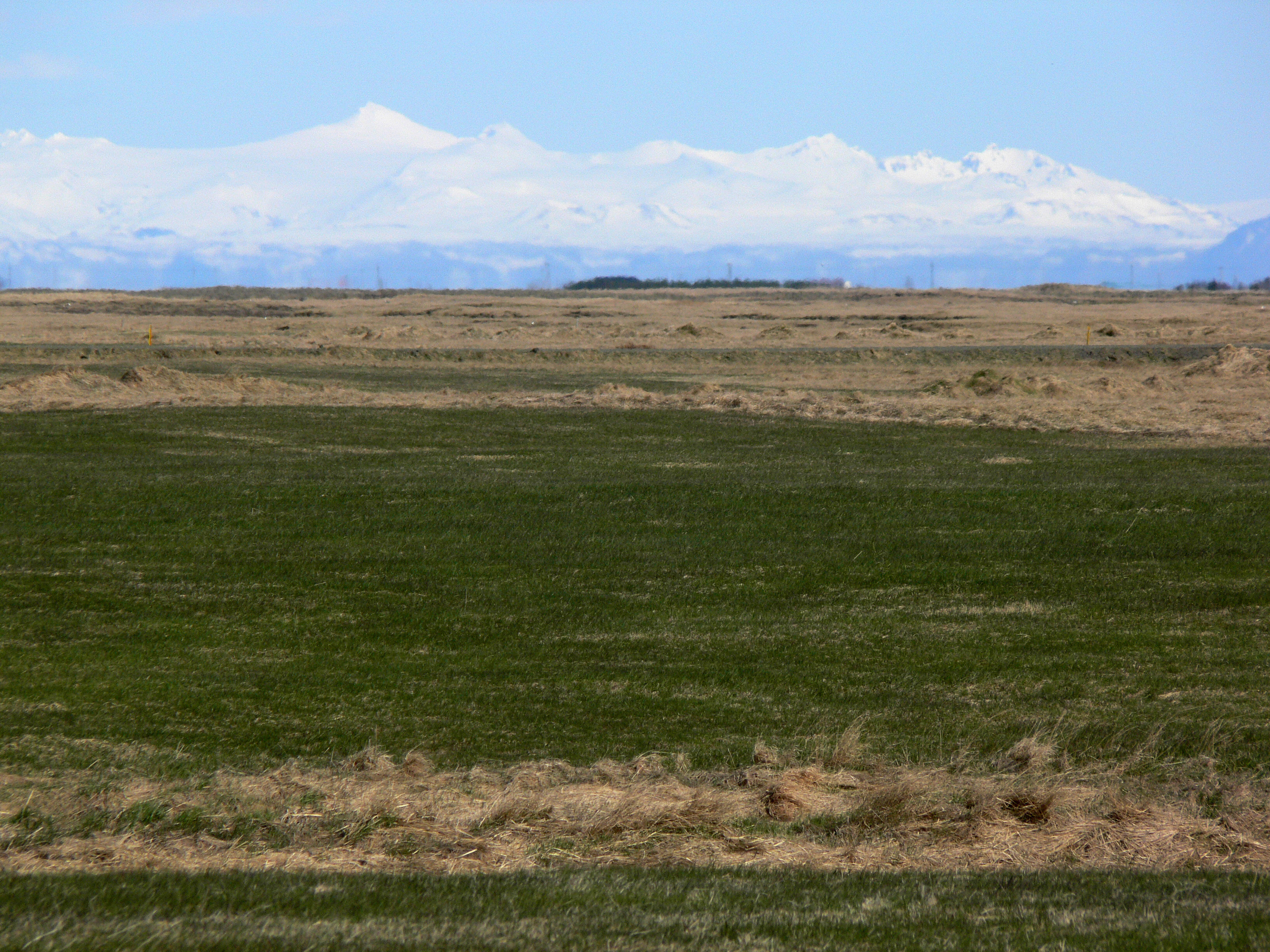
Tindfjallajökull von Kjaldarnes aus